# Hopevale
Hopevale, auch Hope Vale oder Hopevale Mission genannt, ist eine Aborigines-Missionsstation in Queensland, Australien mit 851 Bewohnern. Sie liegt auf der Cape York Peninsula ungefähr 46 km nordwestlich von Cooktown. Entstanden ist die Siedlung aus früheren Missionsstationen.

## Geschichte
Die Missionsstation Cape Bedford, die von der Evangelisch-Lutherischen Kirche geführt wurde, ist im Jahre 1886 am Strand als Elim Aboriginal Mission errichtet worden.
Da vermutet wurde, dass die Aborigines mit den angreifenden Japanern im Zweiten Weltkrieg kooperieren, wurde die gesamte Population durch das Militär in verschiedene Gemeinschaften der Aborigines weiter in den Süden Australiens verlegt, und die deutschen Evangelisch-Lutherischen Kirchenmissionare wurden in Internierungslager gebracht. Die meisten Aborigines dieser Mission wurden nach Woorabinda bei Rockhampton in Queensland deportiert. Innerhalb eines Monats nach der Deportation starben 28 Aborigines und in den kommenden acht Jahren 235 Aborigines in Woorabinda, nahezu ein Viertel der ursprünglichen Gemeinschaft.
Hope Vale wurde durch die Evangelisch-Lutherische Kirche im September 1949 wieder in Betrieb genommen. Einer Gruppe von Arbeitern der Aborigines wurde es 1949 erlaubt, aus Woorabinda zurückzukehren. Die ersten Familien kamen im Jahre 1950 zurück. Anschließend ließen sich die Aborigines aus dem Hope Valley und der Cape Bedford Mission dort nieder. In Ermangelung von genügend trinkbarem Wasser an der Elim Aboriginal Mission ging die Gemeinschaft etwa 20 Kilometer ins Inland, um sich dort niederzulassen.

## Nach 1949
Hopevale wurde nach 1949 nicht mehr länger als Missionsstation betrieben, sondern durch das selbstgewählte Community Council.
1961 kam es zu einer Klage wegen einer Misshandlung von zwei Aborigines vor Gericht. Die Anklage führte der Anwalt und der linke Politiker Fred Paterson.
Der Aboriginal Land Act 1991 von Queensland übertrug den indigenen Eigentümern früheres Land eines Reservats als DOGIT-Rechtsanspruch (Deed of Grant in Trust). „The Warra people of the Hopevale Community of Eastern Cape York Peninsula in Queensland received acknowledgment of their native title rights in December 1997. The determination recognised rights of exclusive possession, occupation use and enjoyment over 110,000 ha. (Native Title Determination, Warra Peoples, Hope Vale Community of Cape York (NNTT QC96/15))“
Hopevale ist ein Zuhause von verschiedenen Clangruppen, von denen die meisten Guugu Yimidhirr und andere australische Sprachen sowie auch Englisch beherrschen.

## Persönlichkeiten
Bekannte frühere Bewohner von Hopevale sind
- Matt Bowen, Rugby-Spieler
- Noel Pearson, Rechtsanwalt und Aktivist für die Aborigines. Pearson kritisierte auch die herrschende Gewalt in dieser Gemeinschaft.[6]

Am 21. Juli 2008 eröffnete die Gemeinschaft der Hope Vale community das Indigenous Knowledge and Technology Centre (IKTC), im Jack Bambie building. Dieses Zentrum betreibt einen Bibliothek-Dienst, Trainingsplatz und einen öffentlichen Internetanschluss.